# Leucovis latifascia
Leucovis latifascia är en fjärilsart som beskrevs av Rothschild 1924. Leucovis latifascia ingår i släktet Leucovis och familjen nattflyn. Inga underarter finns listade i Catalogue of Life.